# Nekrolog März 2017
Nekrolog
◄◄
| ◄
| 2013
| 2014
| 2015
| 2016
| 2017 | 2018 | 2019 | 2020 | 2021 | ►
Januar |
Februar |
März |
April |
Mai |
Juni |
Juli |
August |
September |
Oktober |
November |
Dezember 2017
Weitere Ereignisse | Allgemeiner Nekrolog 2017
Die Beschreibung der verstorbenen Person sollte so kurz wie möglich gehalten sein und nur deren signifikante Tätigkeit(en) enthalten.
Neue Namen ggf. auch unter dem Geburts- und Sterbedatum, also etwa unter 1. Januar und im Geburts- und Sterbejahr (2024) eintragen (nur bei entsprechender großer Wichtigkeit). Für Beispiele siehe die schon vorhandenen Artikel.
Außerdem über die fünf zuletzt Verstorbenen, zu denen es einen ausreichend guten Artikel für eine Präsentation auf der Hauptseite gibt, nach der todesbedingten Überarbeitung der Artikel ggf. auch unter Wikipedia Diskussion:Hauptseite informieren und sie am besten auch in den anderen Wikipedia-Sprachversionen eintragen. Tipp: Regelmäßig bei news.google.de nach „ist tot“, „gestorben“ oder „verstorben“ suchen.
Wenn eine Person gestorben ist, gibt es viele Seiten zu dieser Person in der Wikipedia, die davon auch betroffen sind und entsprechend aktualisiert werden müssen. Beispiele: Namenübersichtsseite, Geburtsjahr, Geburtsort-Seiten und viele mehr.
Wie finde ich die betroffenen Seiten?
Im Suchfeld auf der linken Seite gibt man den Suchbegriff so ein: „Vorname Nachname“. Dann klickt man auf Volltext und alle Seiten mit entsprechendem Suchtext werden aufgerufen. Hier sieht man dann schnell, wo auch das Todesjahr Sinn macht oder sogar ein Teil des Artikels angepasst werden muss. Auch hilft das „Werkzeug“ auf der linken Seite sehr gut, um solche Seiten aufzufinden: „Links auf diese Seite“. Somit ist die Wikipedia wieder aktuell in allen Bereichen! Hinweis: bei Eintragung der Kategorie „Gestorben JAHR“ wird der Missbrauchsfilter 49 ausgelöst, was jedoch nicht schlimm ist. Siehe: Spezial:Missbrauchsfilter/49
Dies ist eine Liste von im März 2017 verstorbenen bekannten Persönlichkeiten. Die Einträge erfolgen innerhalb der einzelnen Daten alphabetisch sortiert. Tiere sind im Nekrolog für Tiere zu finden.

## März
| Tag      | Name                                       | Beruf, bekannt als                                                                   | Alter | Beleg |
| -------- | ------------------------------------------ | ------------------------------------------------------------------------------------ | ----- | ----- |
| 31. März | Halit Akçatepe                             | türkischer Schauspieler                                                              | 79    |       |
| 31. März | Richard Nelson Bolles                      | US-amerikanischer Sachbuchautor                                                      | 90    |       |
| 31. März | William Thaddeus Coleman                   | US-amerikanischer Politiker, Rechtsanwalt und Wirtschaftsmanager                     | 96    |       |
| 31. März | Alfred Emmerlich                           | deutscher Jurist und Politiker                                                       | 88    |       |
| 31. März | Jerrier Haddad                             | US-amerikanischer Computeringenieur                                                  | 94    |       |
| 31. März | Ulrich Janßen                              | deutscher Journalist und Verbandsfunktionär                                          | 61    |       |
| 31. März | Michail Kalik                              | sowjetisch-israelischer Regisseur und Drehbuchautor                                  | 90    |       |
| 31. März | Reinhard Kandolf                           | deutscher Mediziner                                                                  | 68    |       |
| 31. März | Erwin Kruk                                 | deutsch-polnischer Schriftsteller, Dichter und Literaturkritiker                     | 75    |       |
| 31. März | Radley Metzger                             | US-amerikanischer Regisseur                                                          | 88    |       |
| 31. März | John Phillips                              | walisischer Fußballspieler                                                           | 65    |       |
| 31. März | Thoralf Plath                              | deutscher Journalist und Sachbuchautor                                               | 54    |       |
| 31. März | Klaus Rauber                               | deutscher Politiker                                                                  | 76    |       |
| 31. März | Cuca Rivero                                | kubanische Musikpädagogin und Musikerin                                              | 99    |       |
| 31. März | James Rosenquist                           | US-amerikanischer Pop-Art-Maler                                                      | 83    |       |
| 31. März | Gordon H. Sato                             | US-amerikanischer Biologe und Aktivist                                               | 89    |       |
| 31. März | Roland W. Schmitt                          | US-amerikanischer Physiker und Manager                                               | 93    |       |
| 31. März | Sabine Wassermann                          | deutsche Schriftstellerin und Künstlerin                                             | 51    |       |
| 30. März | Gilbert Baker                              | US-amerikanischer Designer und LGBT-Aktivist                                         | 65    |       |
| 30. März | Thomas Brandis                             | deutscher Violinist                                                                  | 81    |       |
| 30. März | Otto Brunken                               | deutscher Literaturwissenschaftler                                                   | 66    |       |
| 30. März | Hans A. de Boer                            | deutscher Pastor und Autor                                                           | 86    | [ 1 ] |
| 30. März | Helmut Bönnemann                           | deutscher Chemiker                                                                   | 77    |       |
| 30. März | Klaus Detert                               | deutscher Ingenieurwissenschaftler                                                   | 90    |       |
| 30. März | Caren Diefenderfer                         | US-amerikanische Mathematikerin                                                      | 65    |       |
| 30. März | Ernst Dostal                               | deutscher Bildhauer                                                                  | 95    |       |
| 30. März | John Fretwell                              | britischer Diplomat                                                                  | 86    |       |
| 30. März | Hanns Joachim Louis Guntrum                | deutscher Winzer                                                                     | 79    |       |
| 30. März | Paul Hamilton                              | nigerianischer Fußballspieler und -trainer                                           | 75    |       |
| 30. März | Donald Harvey                              | US-amerikanischer Serienmörder                                                       | 64    |       |
| 30. März | Dietrich Homberger                         | deutscher Germanist, Linguist und Hochschullehrer                                    | 76    |       |
| 30. März | Phillip Ko                                 | chinesischer Schauspieler, Filmregisseur, -produzent und Drehbuchautor               | 67    |       |
| 30. März | Vladimír Kočandrle                         | tschechischer Chirurg                                                                | 83    |       |
| 30. März | Klaus Liesen                               | deutscher Manager                                                                    | 85    |       |
| 30. März | Fausto Mesolella                           | italienischer Gitarrist, Komponist und Arrangeur                                     | 64    |       |
| 30. März | Konrad Voss                                | deutscher Mathematiker                                                               | 88    |       |
| 30. März | Friedhelm Weick                            | deutscher Tierillustrator                                                            | 81    |       |
| 29. März | Alexei Abrikossow                          | sowjetischer bzw. russisch-US-amerikanischer Physiker                                | 88    |       |
| 29. März | Juan Bañuelos                              | mexikanischer Dichter, Essayist und Herausgeber                                      | 84    |       |
| 29. März | Werner Berthold                            | deutscher Bibliothekar und Historiker                                                | 96    |       |
| 29. März | Waleri Gluschakow                          | sowjetischer bzw. russischer Fußballspieler und -trainer                             | 58    |       |
| 29. März | José Gutiérrez Fernández                   | mexikanischer Fußballspieler                                                         | 59    |       |
| 29. März | Wolfgang Hoppe                             | deutscher Kieferchirurg                                                              | 94    |       |
| 29. März | Ernst Ogris                                | österreichischer Fußballspieler                                                      | 49    |       |
| 29. März | Sjoerd Ruiter                              | niederländischer Fußballspieler                                                      | 65    |       |
| 29. März | Karl Ruppert                               | deutscher Geograph                                                                   | 91    |       |
| 29. März | Hans Josef Tymister                        | deutscher Erziehungswissenschaftler                                                  | 80    |       |
| 28. März | Marianne Hänecke                           | deutsche Politikerin                                                                 | 86    |       |
| 28. März | Magdalene Hoff                             | deutsche Politikerin                                                                 | 76    |       |
| 28. März | Christine Jirku                            | österreichische Schauspielerin                                                       | ≈72   |       |
| 28. März | Dirk Jodin                                 | deutscher Maschinenbauingenieur                                                      | 58    |       |
| 28. März | Ahmed Kathrada                             | südafrikanischer Politiker und Apartheidgegner                                       | 87    |       |
| 28. März | Christine Kaufmann                         | deutsche Schauspielerin und Autorin                                                  | 72    |       |
| 28. März | Fritz Kemper                               | deutscher Mediziner                                                                  | 90    |       |
| 28. März | Uriel Luft                                 | kanadischer Schauspieler und Kulturmanager                                           | 83    |       |
| 28. März | Kazimieras Meilius                         | litauischer Kirchenrechtler, Professor der Mykolas-Romer-Universität und Priester    | 58    |       |
| 28. März | Giovanni Miccoli                           | italienischer Kirchenhistoriker                                                      | 83    |       |
| 28. März | Bill Minor                                 | US-amerikanischer Journalist                                                         | 94    |       |
| 28. März | Walter Passian                             | deutscher Schriftsteller und Dramatiker                                              | 67    |       |
| 28. März | Gwilym Prys Prys-Davies, Baron Prys-Davies | britischer Politiker                                                                 | 93    |       |
| 28. März | Anthony H. Richmond                        | britisch-kanadischer Soziologe                                                       | 91    |       |
| 28. März | Helmut Rötzsch                             | deutscher Bibliotheksdirektor                                                        | 93    |       |
| 28. März | Janine Sutto                               | französisch-kanadische Schauspielerin                                                | 95    |       |
| 28. März | Enn Vetemaa                                | estnischer Autor                                                                     | 80    |       |
| 28. März | Jürgen Volkmann                            | deutscher Jurist                                                                     | 88    |       |
| 27. März | Alessandro Alessandroni                    | italienischer Musiker und Filmkomponist                                              | 92    |       |
| 27. März | Peter Bastian                              | dänischer Musiker                                                                    | 73    |       |
| 27. März | Ingeborg Bayer                             | deutsche Schriftstellerin                                                            | 89    |       |
| 27. März | Arthur Blythe                              | US-amerikanischer Jazzmusiker                                                        | 76    |       |
| 27. März | Antonella Bolliger-Savelli                 | Schweizer Bilderbuchautorin und Malerin                                              | ≈84   |       |
| 27. März | Chelsea Brown                              | US-amerikanische Schauspielerin                                                      | 74    |       |
| 27. März | Clem Curtis                                | britischer Sänger                                                                    | 76    |       |
| 27. März | Beau Dick                                  | kanadischer Künstler                                                                 | 61    |       |
| 27. März | Ernest M. Henley                           | US-amerikanischer Physiker                                                           | 92    |       |
| 27. März | John D. Herbert                            | US-amerikanischer Politiker                                                          | 86    |       |
| 27. März | Rainer Kussmaul                            | deutscher Violinist und Dirigent                                                     | 70    |       |
| 27. März | Ilse Lommel                                | deutsche Galeristin                                                                  | 93    |       |
| 27. März | Barbara Massing                            | deutsche Kapitänin                                                                   | 56    |       |
| 27. März | Eduard Mudrik                              | sowjetischer Fußballspieler                                                          | 77    |       |
| 27. März | Ali H. Nayfeh                              | US-amerikanischer Ingenieur und Angewandter Mathematiker                             | 83    |       |
| 27. März | Robert G. Parr                             | US-amerikanischer Chemiker                                                           | 95    |       |
| 27. März | Arun Sarma                                 | indischer Dramatiker und Schriftsteller                                              | 85    |       |
| 27. März | David Storey                               | britischer Dramatiker, Romancier und Drehbuchautor                                   | 83    |       |
| 27. März | Harold Neville Vazeille Temperley          | britischer Physiker und Mathematiker                                                 | 102   |       |
| 27. März | TNT Tribble                                | US-amerikanischer R&B-Musiker                                                        | 96    |       |
| 26. März | Lorenz Aruschanjan                         | armenischer Schauspieler                                                             | 81    |       |
| 26. März | László Barkóczi                            | ungarischer Archäologe                                                               | 97    |       |
| 26. März | Luigi Cansani                              | Schweizer Kirchenmusiker                                                             | 89    |       |
| 26. März | Darlene Cates                              | US-amerikanische Schauspielerin                                                      | 69    |       |
| 26. März | Chen Uen                                   | taiwanischer Comic-Künstler                                                          | 58    |       |
| 26. März | Rolando Forni                              | Schweizer Jurist                                                                     | 92    |       |
| 26. März | Alain Gagnon                               | kanadischer Komponist und Musikpädagoge                                              | 78    |       |
| 26. März | Philippe d’Ursel                           | belgischer Skirennläufer                                                             | 96    |       |
| 26. März | Karl Heinrich Ehrenforth                   | deutscher Musikpädagoge                                                              | 87    |       |
| 26. März | Werner Hoffmann                            | deutscher Philologe                                                                  | 86    |       |
| 26. März | Wladimir Kasatschonok                      | sowjetischer bzw. russischer Fußballspieler und -trainer                             | 64    |       |
| 26. März | Rolf Lindemann                             | deutscher Maler und Grafiker                                                         | 83    |       |
| 26. März | Brian Oldfield                             | US-amerikanischer Leichtathlet                                                       | 71    |       |
| 26. März | Jaime Ortiz Lajous                         | mexikanischer Architekt                                                              | 84    |       |
| 26. März | Gerhard Preiß                              | deutscher Mathematikdidaktiker                                                       | 81    |       |
| 26. März | Věra Špinarová                             | tschechische Sängerin                                                                | 65    |       |
| 26. März | Paul Steinebach                            | deutscher Architekt                                                                  | 89    |       |
| 26. März | Bernd Thiele                               | deutscher Fußballspieler                                                             | 61    |       |
| 26. März | Friedrich Wilhelm Waffenschmidt            | deutscher Unternehmer                                                                | 92    |       |
| 26. März | Heribert Wenzel                            | deutscher Politiker                                                                  | 87    |       |
| 26. März | Xaver Wolf                                 | deutscher Politiker                                                                  | 79    |       |
| 25. März | Abu Umar al-Almani                         | deutscher Terrorist                                                                  | ≈30   |       |
| 25. März | Giorgio Capitani                           | italienischer Filmregisseur und Drehbuchautor                                        | 89    |       |
| 25. März | Günter Faßbender                           | deutscher Jurist und Verwaltungsbeamter                                              | 88    |       |
| 25. März | Gary Doak                                  | kanadischer Eishockeyspieler                                                         | 71    |       |
| 25. März | František Gaulieder                        | slowakischer Politiker                                                               | 66    |       |
| 25. März | Christoph Gloor                            | Schweizer Maler, Zeichner und Bildhauer                                              | 80    |       |
| 25. März | Dodo Goya                                  | italienischer Jazzmusiker                                                            | 78    |       |
| 25. März | Dionys Jobst                               | deutscher Politiker                                                                  | 89    |       |
| 25. März | Alojzy Marcol                              | polnischer Priester und Hochschullehrer                                              | 85    |       |
| 25. März | Walter Meier                               | deutscher Leichtathlet                                                               | 89    |       |
| 25. März | Oliver Nome                                | US-amerikanischer Comiczeichner                                                      | ≈38   |       |
| 25. März | Teodor Oiserman                            | sowjetischer bzw. russischer Philosoph und Philosophiehistoriker                     | 102   |       |
| 25. März | Marcelo Pinto Carvalheira                  | brasilianischer Erzbischof                                                           | 88    |       |
| 25. März | Heiner Ruland                              | deutscher Komponist und Musiktherapeut                                               | 82    |       |
| 25. März | Marie Schumann                             | deutsche Politikerin                                                                 | 95    |       |
| 25. März | Cuthbert Sebastian                         | Politiker aus St. Kitts und Nevis                                                    | 95    |       |
| 25. März | Georg Seibert                              | deutscher Bildhauer                                                                  | 77    |       |
| 25. März | Dave Steele                                | US-amerikanischer Automobilrennfahrer                                                | 42    |       |
| 25. März | Sibylle Tönnies                            | deutsche Juristin und Autorin                                                        | 72    |       |
| 25. März | Hajo Wandschneider                         | deutscher Jurist                                                                     | 91    |       |
| 25. März | Rudolf Wank                                | deutscher Immunologe und Hochschullehrer                                             | 78    |       |
| 25. März | George Olivier Toni                        | brasilianischer Fagottist, Komponist, Dirigent, Musikpädagoge und -wissenschaftler   | 90    |       |
| 24. März | Iwan Abadschiew                            | bulgarischer Gewichtheber und -trainer                                               | 85    |       |
| 24. März | Ilídio do Amaral                           | portugiesischer Geograph                                                             | 90    |       |
| 24. März | Gyula András                               | ungarischer Schauspieler                                                             | 75    |       |
| 24. März | Heinz-Joachim Aris                         | deutscher Manager                                                                    | 82    |       |
| 24. März | Abraham Bar Menachem                       | israelischer Jurist und Politiker                                                    | 104   |       |
| 24. März | Kurt Benning                               | deutscher Zeichner, Fotograf und Maler                                               | 72    |       |
| 24. März | Heinz Crawatzo                             | deutscher Fußballspieler                                                             | 80    |       |
| 24. März | Hannspeter Disdorn                         | deutscher Diplomat                                                                   | ≈83   |       |
| 24. März | Fritz Exner                                | deutscher Historiker                                                                 | 90    |       |
| 24. März | Walter Gratsch                             | österreichischer Politiker                                                           | 92    |       |
| 24. März | Hubert Hammerer                            | österreichischer Sportschütze                                                        | 91    |       |
| 24. März | Klaus Hartmann                             | deutscher Diplomat                                                                   | 77    |       |
| 24. März | Karl Hodina                                | österreichischer Maler und Musiker                                                   | 81    |       |
| 24. März | Helmut König                               | deutscher Medailleur                                                                 | 82    |       |
| 24. März | Stepan Mikojan                             | sowjetischer Testpilot                                                               | 94    |       |
| 24. März | Leo Peelen                                 | niederländischer Radsportler                                                         | 48    |       |
| 24. März | Roland Reime                               | deutscher Sportfunktionär                                                            | 71    |       |
| 24. März | Richard Roth                               | US-amerikanischer Filmproduzent                                                      | 76    |       |
| 24. März | Jean Rouverol                              | US-amerikanische Schauspielerin und Drehbuchautorin                                  | 100   |       |
| 24. März | Avraham Sharir                             | israelischer Politiker                                                               | 84    |       |
| 24. März | Wolfgang Solz                              | deutscher Fußballspieler und -trainer                                                | 77    |       |
| 24. März | Keith Sutton                               | britischer Bischof                                                                   | 82    |       |
| 23. März | Lola Albright                              | US-amerikanische Schauspielerin und Sängerin                                         | 92    |       |
| 23. März | Mirella Bentivoglio                        | italienische Dichterin, Bildhauerin, Performancekünstlerin und Kuratorin             | 95    |       |
| 23. März | Miroslava Breach                           | mexikanische Journalistin                                                            | 54    |       |
| 23. März | Ursula Brunner                             | Schweizer Aktivistin für fairen Handel und Politikerin                               | 92    |       |
| 23. März | Serge Doubrovsky                           | französischer Schriftsteller und Literaturkritiker                                   | 88    |       |
| 23. März | Siegfried Dyck                             | deutscher Hydrologe                                                                  | 90    |       |
| 23. März | Lee Farr                                   | US-amerikanischer Schauspieler                                                       | 89    |       |
| 23. März | Diana Ingro                                | argentinische Schauspielerin                                                         | 99    |       |
| 23. März | Ekkehard Jost                              | deutscher Musikwissenschaftler, Autor und Baritonsaxophonist                         | 79    |       |
| 23. März | William Henry Keeler                       | US-amerikanischer Kardinal                                                           | 86    |       |
| 23. März | Rüdiger Kramer                             | deutscher Zeichner, Maler und Fotograf                                               | 63    |       |
| 23. März | Robert Muthmann                            | deutscher Politiker                                                                  | 94    |       |
| 23. März | Ingeborg Rapoport                          | deutsche Ärztin                                                                      | 104   |       |
| 23. März | Cino Tortorella                            | italienischer Fernsehmoderator                                                       | 89    |       |
| 23. März | Peter Trautner                             | deutscher Künstler                                                                   | 65    |       |
| 23. März | Jochanan Trilse-Finkelstein                | deutscher Schriftsteller und Theaterwissenschaftler                                  | 84    |       |
| 23. März | Denis Woronenkow                           | russischer Politiker                                                                 | 45    |       |
| 22. März | Marilyn McCord Adams                       | US-amerikanische Theologin und Philosophin                                           | 73    |       |
| 22. März | Ima Agustoni                               | italienische Schauspielerin und Moderatorin                                          | 82    |       |
| 22. März | Enrique Hernández Armenteros               | kubanischer Santería-Priester                                                        | 99    |       |
| 22. März | Jan Paweł Gawlik                           | polnischer Theaterwissenschaftler, -direktor, -kritiker, Essayist und Dramatiker     | 92    |       |
| 22. März | Sib Hashian                                | US-amerikanischer Schlagzeuger                                                       | 67    |       |
| 22. März | Horst Herberg                              | deutscher Wirtschaftswissenschaftler                                                 | 82    |       |
| 22. März | Rüdiger Hitzigrath                         | deutscher Politiker                                                                  | 87    |       |
| 22. März | Wilfried Huber                             | deutscher Ökotoxikologe                                                              | 74    |       |
| 22. März | Alexandr Kliment                           | tschechischer Prosaist, Autor und Dramaturg                                          | 88    |       |
| 22. März | Sven-Erik Magnusson                        | schwedischer Sänger                                                                  | 74    |       |
| 22. März | Khalid Masood                              | britischer Islamist                                                                  | 52    |       |
| 22. März | Tomás Milián                               | kubanischer Schauspieler                                                             | 84    |       |
| 22. März | Agustí Montal Costa                        | spanischer Sportfunktionär                                                           | 82    |       |
| 22. März | Ronnie Moran                               | englischer Fußballspieler und -trainer                                               | 83    |       |
| 22. März | Matrjona Netscheportschukowa               | sowjetische Sanitäterin                                                              | 92    |       |
| 22. März | Fredy Schäfer                              | deutscher Politiker und Sportfunktionär                                              | 83    |       |
| 22. März | Kurt Schulz                                | deutscher Politiker                                                                  | 94    |       |
| 22. März | Helena Štáchová                            | tschechische Schauspielerin, Theaterdirektorin und Puppenspielerin                   | 72    |       |
| 22. März | June Timperley                             | englische Badmintonspielerin                                                         |       |       |
| 22. März | Lembit Ulfsak                              | sowjetischer bzw. estnischer Schauspieler                                            | 69    |       |
| 22. März | Mathias Wittich                            | deutscher Filmproduzent und Drehbuchautor                                            | 66    |       |
| 21. März | Chuck Barris                               | US-amerikanischer Fernsehproduzent und Autor                                         | 87    |       |
| 21. März | Colin Dexter                               | britischer Schriftsteller                                                            | 86    |       |
| 21. März | Henri Emmanuelli                           | französischer Politiker                                                              | 71    |       |
| 21. März | August Englas                              | sowjetischer bzw. estnischer Ringer                                                  | 92    |       |
| 21. März | Jerry Krause                               | US-amerikanischer Basketballfunktionär                                               | 77    |       |
| 21. März | Ingbert Kupka                              | deutscher Informatiker                                                               | 77    |       |
| 21. März | Gabriel „Negru“ Mafa                       | rumänischer Schlagzeuger                                                             | 42    |       |
| 21. März | Piotr Małoszewski                          | polnischer Hydrologe                                                                 | 66    |       |
| 21. März | Martin McGuinness                          | nordirischer Politiker                                                               | 66    |       |
| 21. März | Erhard Müller                              | deutscher Politiker                                                                  | 90    |       |
| 21. März | Ronald Pickvance                           | britischer Kunsthistoriker                                                           | 86    |       |
| 21. März | Bill Rompkey                               | kanadischer Politiker                                                                | 80    |       |
| 21. März | Teresia Teaiwa                             | kiribatisch-US-amerikanische Dichterin und Wissenschaftlerin                         | 48    |       |
| 21. März | Karl-Josef Witsch                          | deutscher Mathematiker                                                               | 69    |       |
| 21. März | Rainer Wujciak                             | deutscher Politiker                                                                  | 70    |       |
| 21. März | Luis Zett                                  | deutscher Komponist und Klavierpädagoge                                              | 72    |       |
| 20. März | Daniel G. Bobrow                           | US-amerikanischer Informatiker                                                       | 81    |       |
| 20. März | W. Knox Chandler                           | US-amerikanischer Physiologe                                                         | 83    |       |
| 20. März | László Csendes                             | ungarischer Schauspieler und Regisseur                                               | 72    |       |
| 20. März | Hans-Ulrich Everts                         | deutscher Physiker                                                                   | 79    |       |
| 20. März | John Giheno                                | papua-neuguineischer Politiker                                                       | ≈67   |       |
| 20. März | Hida Shuntarō                              | japanischer Arzt                                                                     | 100   |       |
| 20. März | Buck Hill                                  | US-amerikanischer Jazzmusiker                                                        | 90    |       |
| 20. März | Max Georg Huber                            | deutscher Physiker und Hochschullehrer                                               | 79    |       |
| 20. März | Betty Kennedy                              | kanadische Politikerin                                                               | 91    |       |
| 20. März | Edward J. McManus                          | US-amerikanischer Politiker und Jurist                                               | 97    |       |
| 20. März | Sol Negrin                                 | US-amerikanischer Kameramann                                                         | 88    |       |
| 20. März | Claus Reisinger                            | deutscher Kunsthistoriker, Autor und Verleger                                        | 66    |       |
| 20. März | David Rockefeller                          | US-amerikanischer Bankmanager und Philanthrop                                        | 101   |       |
| 20. März | Fritz Schulze                              | deutscher Theologe und Politiker                                                     | 89    |       |
| 20. März | Leticia Ramos Shahani                      | philippinische Politikerin                                                           | 87    |       |
| 20. März | Robert B. Silvers                          | US-amerikanischer Journalist                                                         | 87    |       |
| 20. März | Erwin Stenzel                              | deutscher Neurologe                                                                  | 95    |       |
| 20. März | Tony Terran                                | US-amerikanischer Jazz-Trompeter                                                     | 90    |       |
| 20. März | George Weinberg                            | US-amerikanischer Psychologe und Psychotherapeut                                     | 86    |       |
| 19. März | Jimmy Breslin                              | US-amerikanischer Journalist und Schriftsteller                                      | 88    |       |
| 19. März | Rıdvan Çakır                               | türkischer Diplomat                                                                  | 72    |       |
| 19. März | Erhard Christiani                          | deutscher Künstler und Architekt                                                     | 78    |       |
| 19. März | Willi Heine                                | deutscher Mediziner                                                                  | 87    |       |
| 19. März | Li Lihua                                   | chinesische Schauspielerin                                                           | 92    |       |
| 19. März | Ryan McBride                               | nordirischer Fußballspieler                                                          | 27    |       |
| 19. März | John Jeremiah McRaith                      | US-amerikanischer Bischof                                                            | 82    |       |
| 19. März | Günther Michel                             | deutscher Veterinärmediziner                                                         | 88    |       |
| 19. März | Kazunori Mizuno                            | japanischer Mangaka und Regisseur                                                    | 52    |       |
| 19. März | Tomiko Okazaki                             | japanische Politikerin                                                               | 73    |       |
| 19. März | Roger Pingeon                              | französischer Radrennfahrer                                                          | 76    |       |
| 19. März | Pjotr Prussow                              | russischer Automobilkonstrukteur                                                     | 75    |       |
| 19. März | Benjamin Rath                              | österreichischer Karateka                                                            | 22    |       |
| 19. März | Siri Rovatkay-Sohns                        | deutsche Blockflötistin und Hochschullehrerin                                        | 77    |       |
| 19. März | Ian Stewart                                | britischer Automobilrennfahrer                                                       | 87    |       |
| 19. März | Franz Thedieck                             | deutscher Jurist                                                                     | 69    |       |
| 19. März | Karl Tillmann                              | deutscher Chirurg                                                                    | 85    |       |
| 19. März | Jürgen Unger                               | deutscher Basketballschiedsrichter                                                   | 53    |       |
| 18. März | Bill Bell                                  | US-amerikanischer Jazzpianist, Arrangeur und Musikpädagoge                           | 80    |       |
| 18. März | Chuck Berry                                | US-amerikanischer Sänger, Gitarrist und Komponist                                    | 90    |       |
| 18. März | Trisha Brown                               | US-amerikanische Tänzerin, Choreografin und Ballettdirektorin                        | 80    |       |
| 18. März | Sergei Gimajew                             | sowjetischer bzw. russischer Eishockeyspieler                                        | 62    |       |
| 18. März | Don Hunstein                               | US-amerikanischer Fotograf                                                           | 88    |       |
| 18. März | Joe Mafela                                 | südafrikanischer Schauspieler, Autor und Filmregisseur                               | 75    |       |
| 18. März | Günther Meckes                             | deutscher Fußballspieler                                                             | 78    |       |
| 18. März | Tony Russel                                | US-amerikanischer Schauspieler und Synchronsprecher                                  | 91    |       |
| 18. März | Karl Friedrich Sinner                      | deutscher Forstmann und Naturschützer                                                | 70    |       |
| 18. März | Miloslav Vlk                               | tschechischer Kardinal                                                               | 84    |       |
| 18. März | Bernie Wrightson                           | US-amerikanischer Comiczeichner                                                      | 68    |       |
| 17. März | Vidmantas Brazys                           | litauischer Politiker                                                                | 70    |       |
| 17. März | Robert Day                                 | britischer Filmregisseur und Drehbuchautor                                           | 94    |       |
| 17. März | Klaus Golenhofen                           | deutscher Physiologe                                                                 | 87    |       |
| 17. März | Hugh Hardy                                 | US-amerikanischer Architekt                                                          | 84    |       |
| 17. März | Gershon Kekst                              | US-amerikanischer Unternehmensberater                                                | 82    |       |
| 17. März | Ingeborg Krabbe                            | deutsche Schauspielerin                                                              | 85    |       |
| 17. März | Lawrence Montaigne                         | US-amerikanischer Schauspieler                                                       | 86    |       |
| 17. März | Nikolaus Moras                             | deutscher Illustrator                                                                | 80    |       |
| 17. März | Joachim A. Paul                            | deutscher Betriebswirt und Hochschullehrer                                           | 60    |       |
| 17. März | Franz-Georg Rössler                        | deutscher Komponist und Esperantist                                                  | 67    |       |
| 17. März | Richard A. Roth                            | US-amerikanischer Filmproduzent                                                      | 76    |       |
| 17. März | Paul Roth                                  | deutscher Ingenieurwissenschaftler                                                   | 78    |       |
| 17. März | Laurynas Mindaugas Stankevičius            | litauischer Politiker                                                                | 81    |       |
| 17. März | Konstantin Stupin                          | sowjetischer bzw. russischer Rockmusiker                                             | 44    |       |
| 17. März | Jan Szpunar                                | polnischer Biathlet                                                                  | 64    |       |
| 17. März | Inamschon Usmanchodschajew                 | sowjetischer bzw. usbekischer Politiker                                              | 86    |       |
| 17. März | Derek Walcott                              | lucianisch-britischer Schriftsteller                                                 | 87    |       |
| 16. März | James Cotton                               | US-amerikanischer Blues-Musiker                                                      | 81    |       |
| 16. März | Aleksander Einseln                         | US-amerikanischer Offizier und estnischer General                                    | 85    |       |
| 16. März | Roberta Knie                               | deutschamerikanische Opernsängerin                                                   | 78    |       |
| 16. März | Torgny Lindgren                            | schwedischer Schriftsteller                                                          | 78    |       |
| 16. März | Rodger Maus                                | US-amerikanischer Szenenbildner und Artdirector                                      | 84    |       |
| 16. März | Achmad Hasyim Muzadi                       | indonesischer Politiker                                                              | 72    |       |
| 16. März | Hans-Jürgen Otto                           | deutscher Forstwissenschaftler und -beamter                                          | 81    |       |
| 16. März | Ludwig Overbeck                            | deutscher Mediziner und Hochschullehrer                                              | 90    |       |
| 15. März | Hermann Barth                              | deutscher Theologe und Ethiker                                                       | 71    |       |
| 15. März | Fritz Briel                                | deutscher Kanute                                                                     | 82    |       |
| 15. März | Klaus Dethloff                             | deutsch-österreichischer Philosoph                                                   | 78    |       |
| 15. März | Imre Dimény                                | ungarischer Agrarwissenschaftler und Politiker                                       | 94    |       |
| 15. März | Günter Diwo                                | deutscher Gewerkschafter und Politiker                                               | 83    |       |
| 15. März | Aloysius „Lucky“ Gordon                    | jamaikanisch-britischer Sänger                                                       | 85    |       |
| 15. März | Dieter Markfeld                            | deutscher Fußballspieler                                                             | 62    |       |
| 15. März | Wojciech Młynarski                         | polnischer Liedermacher und Kabarettist                                              | 75    |       |
| 15. März | Enrique Morea                              | argentinischer Tennisspieler                                                         | 92    |       |
| 15. März | Everett H. Pratt                           | US-amerikanischer Offizier, Generalleutnant der US Air Force                         | 73    |       |
| 15. März | Hans Pröll                                 | deutscher Jurist und Politiker                                                       | 95    |       |
| 15. März | Hanskarl Rotzinger                         | deutscher Karateka                                                                   | 76    |       |
| 15. März | Otto Sandrock                              | deutscher Rechtswissenschaftler                                                      | 87    |       |
| 15. März | Sok An                                     | kambodschanischer Politiker                                                          | 66    |       |
| 15. März | Dave Stallworth                            | US-amerikanischer Basketballspieler                                                  | 75    |       |
| 15. März | Johannes Vogel                             | deutscher Diplomat                                                                   | 89    |       |
| 15. März | Chris A. Williams                          | US-amerikanischer Basketballspieler                                                  | 36    |       |
| 15. März | Ronald G. Witt                             | US-amerikanischer Historiker                                                         | 84    |       |
| 14. März | Andrzej Biegalski                          | polnischer Boxer                                                                     | 64    |       |
| 14. März | Maria Burgi                                | deutsche Gewerkschafterin                                                            | 104   |       |
| 14. März | Dietrich Genschel                          | deutscher Generalmajor und Politologe                                                | 82    |       |
| 14. März | Jair Girardi                               | brasilianischer Rechtsanwalt und Politiker                                           | 66    |       |
| 14. März | Jelena Naimuschina                         | sowjetische Turnerin                                                                 | 52    |       |
| 14. März | Günter Porsiel                             | deutscher Politiker                                                                  | 84    |       |
| 14. März | Royal Robbins                              | US-amerikanischer Bergsteiger                                                        | 82    |       |
| 14. März | André Tosel                                | französischer Philosoph und Philosophiehistoriker                                    | 75    |       |
| 14. März | Rodrigo Valdez                             | kolumbianischer Boxer                                                                | 70    |       |
| 14. März | Tsunehiko Watase                           | japanischer Schauspieler                                                             | 72    |       |
| 13. März | Eamon Casey                                | irischer Bischof                                                                     | 89    |       |
| 13. März | John Crutcher                              | US-amerikanischer Politiker                                                          | 100   |       |
| 13. März | Morton Deutsch                             | US-amerikanischer Sozialpsychologe und Konfliktforscher                              | 97    |       |
| 13. März | Hans-Rolf Dräger                           | deutscher Kirchenfunktionär                                                          | 97    |       |
| 13. März | André T. Jagendorf                         | US-amerikanischer Biologe                                                            | 90    |       |
| 13. März | Franz Knappe                               | deutscher Skispringer                                                                | 95    |       |
| 13. März | Kika de la Garza                           | US-amerikanischer Politiker                                                          | 89    |       |
| 13. März | John Lever                                 | britischer Musiker                                                                   | 55    |       |
| 13. März | Tommy LiPuma                               | US-amerikanischer Musikproduzent                                                     | 80    |       |
| 13. März | Hiroto Muraoka                             | japanischer Fußballspieler und Journalist                                            | 85    |       |
| 13. März | Patrick Nève                               | belgischer Automobilrennfahrer                                                       | 67    |       |
| 13. März | Karl-Heinz Peters                          | deutscher Jurist und Wohnungswirtschaftler                                           | 105   |       |
| 13. März | Richard zu Sayn-Wittgenstein-Berleburg     | deutscher Unternehmer                                                                | 82    |       |
| 13. März | Richard H. Solomon                         | US-amerikanischer Politologe und Diplomat                                            | 79    |       |
| 13. März | Jan Svoboda                                | tschechischer Virologe                                                               | 82    |       |
| 13. März | Ed Whitlock                                | kanadischer Mittel- und Langstreckenläufer                                           | 86    |       |
| 13. März | István Zalai-Gaál                          | ungarischer Archäologe                                                               | 65    |       |
| 12. März | Anatoli Sergejewitsch Tschernjajew         | russischer Historiker und Politikberater                                             | 95    |       |
| 12. März | Joey Alves                                 | US-amerikanischer Musiker                                                            | 63    |       |
| 12. März | Murray Ball                                | neuseeländischer Cartoonist                                                          | 78    |       |
| 12. März | Luigi Barbarito                            | italienischer Erzbischof                                                             | 94    |       |
| 12. März | Horst Ehmke                                | deutscher Jurist und Politiker                                                       | 90    |       |
| 12. März | Christian Feurstein                        | österreichischer Ordensgeistlicher                                                   | 58    |       |
| 12. März | Jacques Fihey                              | französischer Bischof                                                                | 85    |       |
| 12. März | Ingo von Hagen                             | deutscher Metallurg                                                                  | 76    |       |
| 12. März | Josef Hörl                                 | österreichischer Landwirt und Politiker                                              | 88    |       |
| 12. März | Probyn Ellsworth Inniss                    | Politiker aus St. Kitts und Nevis                                                    | 80    |       |
| 12. März | Petra Kandarr                              | deutsche Sprinterin                                                                  | 66    |       |
| 12. März | Heinz Krejci                               | österreichischer Rechtswissenschaftler                                               | 75    |       |
| 12. März | Wanja Lasarowa                             | mazedonische Volksmusiksängerin                                                      | 86    |       |
| 12. März | Ferdinand Meidert                          | deutscher Jurist und Fußballfunktionär                                               | 58    |       |
| 12. März | Gordon Murray                              | kanadischer Musiker                                                                  | 68    |       |
| 12. März | Norbert Schwabbauer                        | deutscher Atmungstherapeut, Fachkrankenpfleger und Autor                             | 49    |       |
| 11. März | Lloyd Conover                              | US-amerikanischer Chemiker                                                           | 93    |       |
| 11. März | Kitty Courbois                             | niederländische Schauspielerin                                                       | 79    |       |
| 11. März | Graham Gladwell                            | britisch-kanadischer Mathematiker                                                    | 83    |       |
| 11. März | Friedrich Kasch                            | deutscher Mathematiker                                                               | 95    |       |
| 11. März | András Kovács                              | ungarischer Filmregisseur                                                            | 91    |       |
| 11. März | Annelie Kümpers-Greve                      | deutsche Unternehmerin und Mäzenin                                                   | 71    |       |
| 11. März | Werner Lauff                               | deutscher Erziehungswissenschaftler                                                  | 82    |       |
| 11. März | Ángel Parra                                | chilenischer Musiker und Autor                                                       | 73    |       |
| 11. März | Peter Paul                                 | deutscher Physiker                                                                   | 84    |       |
| 11. März | Peter Strelzyk                             | deutscher Flüchtling                                                                 | 74    |       |
| 11. März | Manfred Weiß                               | deutscher Politiker                                                                  | 73    |       |
| 10. März | Werner Bircher                             | Schweizer Politiker                                                                  | 88    |       |
| 10. März | Alp Bora                                   | türkisch-österreichischer Sänger und Gitarrist                                       | 41    |       |
| 10. März | Ramón Luis Brenes                          | puerto-ricanischer Journalist                                                        | 64    |       |
| 10. März | Antoni Dzierżyński                         | polnischer Politiker                                                                 | 74    |       |
| 10. März | Adolf F. Fercher                           | österreichischer Medizinphysiker                                                     | 77    |       |
| 10. März | John Forgeham                              | britischer Schauspieler                                                              | 75    |       |
| 10. März | Christopher Gray                           | US-amerikanischer Journalist und Sozialforscher                                      | 66    |       |
| 10. März | Tony Haygarth                              | britischer Schauspieler und Dramatiker                                               | 72    |       |
| 10. März | Wolfgang Kaunzner                          | deutscher Mathematikhistoriker                                                       | 88    |       |
| 10. März | Yngve Lundh                                | schwedischer Radrennfahrer                                                           | 92    |       |
| 10. März | Maurice Lusien                             | französischer Schwimmer                                                              | 90    |       |
| 10. März | Nikolay Minev                              | bulgarisch-US-amerikanischer Schachspieler                                           | 85    |       |
| 10. März | Aníbal Ruiz                                | uruguayischer Fußballtrainer                                                         | 74    |       |
| 10. März | Joni Sledge                                | US-amerikanische Sängerin                                                            | 60    |       |
| 10. März | Theo Sorg                                  | deutscher Pfarrer und Landesbischof                                                  | 87    |       |
| 10. März | John Surtees                               | britischer Automobil- und Motorradrennfahrer                                         | 83    |       |
| 10. März | Robert James Waller                        | US-amerikanischer Schriftsteller                                                     | 77    |       |
| 10. März | Michael Poelchau                           | deutscher Schauspieler und Hörspielsprecher                                          | 73    |       |
| 9. März  | Bobby Byrne                                | US-amerikanischer Kameramann                                                         | 85    |       |
| 9. März  | Jane Freeman                               | britische Schauspielerin                                                             | 81    |       |
| 9. März  | Walter Froneberg                           | deutscher Kommunalpolitiker                                                          | 84    |       |
| 9. März  | Anthony Delhalle                           | französischer Motorradrennfahrer                                                     | 35    |       |
| 9. März  | Howard Hodgkin                             | britischer Maler                                                                     | 84    |       |
| 9. März  | Marian Jankowski                           | polnischer Gewichtheber                                                              | 85    |       |
| 9. März  | Karl Korinek                               | österreichischer Jurist                                                              | 76    |       |
| 9. März  | Heinz Kriwet                               | deutscher Manager                                                                    | 85    |       |
| 9. März  | Hans Wolfgang Levi                         | deutscher Kernchemiker                                                               | 92    |       |
| 9. März  | Grethe Lovsø                               | dänische Leichtathletin                                                              | 90    |       |
| 9. März  | Harald Popp                                | deutscher Historiker                                                                 | 75    |       |
| 8. März  | Georgi Danailow                            | bulgarischer Schriftsteller und Drehbuchautor                                        | 81    |       |
| 8. März  | Lou Duva                                   | US-amerikanischer Boxer und Boxtrainer                                               | 94    |       |
| 8. März  | Dirk J. Kwekkeboom                         | niederländischer Mediziner                                                           | 58    |       |
| 8. März  | Lee Yuan-tsu                               | taiwanischer Politiker                                                               | 93    |       |
| 8. März  | Joseph Nicolosi                            | US-amerikanischer Psychologe                                                         | 70    |       |
| 8. März  | George A. Olah                             | US-amerikanischer Chemiker                                                           | 89    |       |
| 8. März  | Hans-Joachim Rhinow                        | deutscher Komponist und Arrangeur                                                    | 95    |       |
| 8. März  | Dave Valentin                              | US-amerikanischer Jazzflötist                                                        | 64    |       |
| 7. März  | Kâmran Aziz                                | türkisch-zyprische Musikerin und Apothekerin                                         |       |       |
| 7. März  | Ron Bass                                   | US-amerikanischer Wrestler                                                           | 68    |       |
| 7. März  | Klaus Bechgaard                            | dänischer Chemiker                                                                   | 72    |       |
| 7. März  | Andreas Bengsch                            | deutscher Journalist und Buchautor                                                   | 63    |       |
| 7. März  | Hans Georg Dehmelt                         | deutsch-US-amerikanischer Physiker                                                   | 94    |       |
| 7. März  | Ronald Drever                              | britischer Physiker                                                                  | 85    |       |
| 7. März  | Peter Gruber                               | österreichischer Mathematiker                                                        | 75    |       |
| 7. März  | Wilfried Krätzig                           | deutscher Bauingenieur                                                               | 84    |       |
| 7. März  | Kurt Krebs                                 | deutscher Politiker                                                                  | 72    |       |
| 7. März  | Kurt Meyer                                 | Schweizer Sprachwissenschafter und Bibliothekar                                      | 95    |       |
| 7. März  | Yukinori Miyabe                            | japanischer Eisschnellläufer                                                         | 48    |       |
| 7. März  | Josef Pichler                              | österreichischer Politiker                                                           | 86    |       |
| 7. März  | Werner Rambow                              | deutscher Politiker                                                                  | 59    |       |
| 7. März  | Karl-Heinz Rieder                          | österreichischer Physiker                                                            | 74    |       |
| 7. März  | Tadeusz Rybak                              | polnischer Bischof                                                                   | 87    |       |
| 7. März  | Lynne Stewart                              | US-amerikanische Rechtsanwältin und Aktivistin                                       | 77    |       |
| 7. März  | Wolf-Dieter Tempel                         | deutscher Archäologe                                                                 | 79    |       |
| 7. März  | Francis Thorne                             | US-amerikanischer Komponist                                                          | 94    |       |
| 7. März  | Juan Carlos Touriño                        | spanischer Fußballspieler und -trainer                                               | 72    |       |
| 7. März  | Oleg Wassiljew                             | russischer Hydrologe                                                                 | 91    |       |
| 6. März  | Jean-Philippe Bernigaud                    | französischer Verleger und Künstler                                                  | 84    |       |
| 6. März  | Mark M. Boguslawskij                       | russischer Rechtswissenschaftler                                                     | 92    |       |
| 6. März  | Michael H. Buchholz                        | deutscher Science-Fiction-Autor                                                      | 59    |       |
| 6. März  | Marie-Louise Butzig                        | französische Fußballspielerin                                                        | 72    |       |
| 6. März  | Arif Demolli                               | kosovarischer Schriftsteller und Journalist                                          | 67    |       |
| 6. März  | Friedrich Eiden                            | deutscher Chemiker                                                                   | 91    |       |
| 6. März  | Bill Hougland                              | US-amerikanischer Basketballspieler                                                  | 86    |       |
| 6. März  | Shinji Kojima                              | japanischer Historiker                                                               | 89    |       |
| 6. März  | Werner Krabs                               | deutscher Mathematiker und Hochschullehrer                                           | 82    |       |
| 6. März  | T. William Lambe                           | US-amerikanischer Geotechniker                                                       | 96    |       |
| 6. März  | Rudolf Deng Majak                          | südsudanesischer Bischof                                                             | 76    |       |
| 6. März  | James Michael Moynihan                     | US-amerikanischer Bischof                                                            | 84    |       |
| 6. März  | Robert Osborne                             | US-amerikanischer Filmhistoriker                                                     | 84    |       |
| 6. März  | Marek Ostrowski                            | polnischer Fußballspieler                                                            | 57    |       |
| 6. März  | Eddy Pauwels                               | belgischer Radrennfahrer                                                             | 81    |       |
| 6. März  | Franz-Josef Payrhuber                      | deutscher Autor und Pädagoge                                                         | 74    |       |
| 6. März  | Manfred Reese                              | deutscher Politiker                                                                  | 85    |       |
| 6. März  | Werner Schlotthaus                         | deutscher Literatur- und Sprachdidaktiker und Hochschulrektor                        | 86    |       |
| 6. März  | Dudley Storey                              | neuseeländischer Ruderer                                                             | 77    |       |
| 6. März  | Geoffrey Wainwright                        | britischer Archäologe                                                                | 79    |       |
| 6. März  | Heinrich Winter                            | deutscher Mathematikdidaktiker                                                       | 88    |       |
| 6. März  | Alberto Zedda                              | italienischer Dirigent und Musikwissenschaftler                                      | 89    |       |
| 5. März  | Hermann Beckmann                           | deutscher Jurist und Unternehmer                                                     | 86    |       |
| 5. März  | Anthony C. Beilenson                       | US-amerikanischer Politiker                                                          | 84    |       |
| 5. März  | Kerrin Christiansen                        | deutsche Anthropologin und Humanbiologin                                             | 68    |       |
| 5. März  | Fiora Contino                              | US-amerikanische Operndirigentin und Lehrerin                                        | 91    |       |
| 5. März  | Gérard Corboud                             | Schweizer Sammler, Mäzen und Philanthrop                                             | 91    |       |
| 5. März  | Piet Eversteijn                            | niederländischer Fußballspieler und -trainer                                         | 97    |       |
| 5. März  | Tony Flores                                | mexikanischer Komiker                                                                | 67    |       |
| 5. März  | Octave Levenspiel                          | US-amerikanischer Chemie-Ingenieur                                                   | 90    |       |
| 5. März  | Rafael Martínez Arteaga                    | kolumbianischer Sänger, Komponist und Dichter                                        | 77    |       |
| 5. März  | Kurt Moll                                  | deutscher Opernsänger                                                                | 78    |       |
| 5. März  | Georg Schmuttermayr                        | deutscher Theologe                                                                   | 84    |       |
| 5. März  | Heinz-Joachim Sykosch                      | deutscher Chirurg und Kardiologe                                                     | 92    |       |
| 5. März  | Fred Weintraub                             | US-amerikanischer Nachtclubunternehmer und Filmproduzent                             | 88    |       |
| 4. März  | Jean-Christophe Averty                     | französischer Fernsehregisseur                                                       | 88    |       |
| 4. März  | Karl-Heinz Bender                          | deutscher Romanist                                                                   | 80    |       |
| 4. März  | Valerie Carter                             | US-amerikanische Singer-Songwriterin                                                 | 64    |       |
| 4. März  | Joachim Dalfen                             | österreichischer Altphilologe                                                        | 80    |       |
| 4. März  | Wolfgang Enders                            | deutscher Politiker                                                                  | 65    |       |
| 4. März  | Edi Fitzroy                                | jamaikanischer Reggae-Musiker                                                        | 61    |       |
| 4. März  | Ulrich Grun                                | deutscher Historiker                                                                 | 80    |       |
| 4. März  | Hans Herdlein                              | deutscher Tänzer und Gewerkschaftsvorsitzender                                       | 88    |       |
| 4. März  | Manfred Hüttner                            | deutscher Wirtschaftswissenschaftler                                                 | 86    |       |
| 4. März  | Winfried Schrammek                         | deutscher Organist und Musikwissenschaftler                                          | 87    |       |
| 4. März  | Thomas E. Starzl                           | US-amerikanischer Transplantationsmediziner                                          | 90    |       |
| 4. März  | Mutsumi Tsukumo                            | japanischer Mangaka                                                                  | 65    |       |
| 4. März  | Klaus Wächtler                             | deutscher Biologe                                                                    | 78    |       |
| 4. März  | Clayton Keith Yeutter                      | US-amerikanischer Politiker                                                          | 86    |       |
| 4. März  | Paul Zimmermann                            | deutscher Maler und Grafiker                                                         | 96    |       |
| 3. März  | Paul Abler                                 | US-amerikanischer Jazzgitarrist und Filmkomponist                                    | 59    |       |
| 3. März  | Roberta Alloisio                           | italienische Sängerin und Schauspielerin                                             | 53    |       |
| 3. März  | Anne Begenat-Neuschäfer                    | deutsche Romanistin                                                                  | 63    |       |
| 3. März  | Reinhold Bergler                           | deutscher Sozialpsychologe                                                           | 88    |       |
| 3. März  | Míriam Colón                               | US-amerikanische Schauspielerin und Theaterdirektorin                                | 80    |       |
| 3. März  | Kabba Jallow                               | gambischer Fußballspieler und -trainer                                               | ?     |       |
| 3. März  | Karin Kettler                              | deutsche Biologin und Firmenerbin                                                    | 57    |       |
| 3. März  | Raymond Kopa                               | französischer Fußballspieler                                                         | 85    |       |
| 3. März  | Misha Mengelberg                           | niederländischer Jazzpianist                                                         | 81    |       |
| 3. März  | Tommy Page                                 | US-amerikanischer Pop-Sänger                                                         | 46    |       |
| 3. März  | René Préval                                | haitianischer Politiker                                                              | 74    |       |
| 3. März  | Henriette Rasmussen                        | grönländische Politikerin                                                            | 66    |       |
| 3. März  | Lyle Ritz                                  | US-amerikanischer Musiker                                                            | 87    |       |
| 3. März  | Stephen Ross                               | US-amerikanischer Wirtschaftswissenschaftler und Finanzmathematiker                  | 73    |       |
| 3. März  | Fritz Schaumann                            | deutscher Politiker                                                                  | 70    |       |
| 3. März  | Tasso Springer                             | deutscher Physiker                                                                   | 86    |       |
| 3. März  | Gordon Thomas                              | britischer Investigativjournalist und Autor                                          | 84    |       |
| 3. März  | Wolfgang Wieser                            | österreichischer Zoologe                                                             | 92    |       |
| 2. März  | Gata Cattana                               | spanische Rapperin und Dichterin                                                     | 25    |       |
| 2. März  | Édouard Close                              | belgischer Politiker                                                                 | 87    |       |
| 2. März  | Hermann Cölfen                             | deutscher Linguist, Germanist und Autor                                              | 57    |       |
| 2. März  | Ana Isabel García Llorente                 | spanische Rapperin, Dichterin, Feministin und Politikwissenschaftlerin               | 25    |       |
| 2. März  | Tommy Gemmell                              | schottischer Fußballspieler und -trainer                                             | 73    |       |
| 2. März  | Peter Gilles                               | deutscher Maler, Zeichner und Performancekünstler                                    | ≈63   |       |
| 2. März  | Bryan Beaumont Hays                        | US-amerikanischer Komponist und Musikpädagoge                                        | 96    |       |
| 2. März  | Heinrich Henkel                            | deutscher Dramatiker und Maler                                                       | 79    |       |
| 2. März  | Francesco Kneschaurek                      | Schweizer Ökonom                                                                     | 92    |       |
| 2. März  | Anton Krinner                              | deutscher Eishockeyspieler und -trainer                                              | 49    |       |
| 2. März  | Howard Schmidt                             | US-amerikanischer Computersicherheitsspezialist                                      | 67    |       |
| 2. März  | Arno Waldschmidt                           | deutscher Zeichner und Grafiker                                                      | ≈81   |       |
| 1. März  | Irmela Brender                             | deutsche Schriftstellerin und Übersetzerin                                           | 81    |       |
| 1. März  | Dieter Christensen                         | deutscher Musikethnologe                                                             | 84    |       |
| 1. März  | Tania Dalton                               | neuseeländische Netballspielerin                                                     | 45    |       |
| 1. März  | Fritz-Christoph Duden                      | deutscher Beamter und Politiker                                                      | 77    |       |
| 1. März  | Raymond Florax                             | niederländischer Wirtschaftswissenschaftler                                          | 60    |       |
| 1. März  | Paula Fox                                  | US-amerikanische Schriftstellerin                                                    | 93    |       |
| 1. März  | Carlos Gardini                             | argentinischer Redakteur, Schriftsteller und Übersetzer                              | 68    |       |
| 1. März  | Friedhelm Grabe                            | deutscher Politiker                                                                  | 85    |       |
| 1. März  | Yasuyuki Kuwahara                          | japanischer Fußballspieler                                                           | 74    |       |
| 1. März  | Johannes Lahti                             | finnischer Leichtathlet                                                              | 64    |       |
| 1. März  | Gustav Metzger                             | staatenloser Künstler                                                                | 90    |       |
| 1. März  | Gisela Osterhold                           | deutsche Psychologin und Organisationsberaterin                                      | 68    |       |
| 1. März  | David Rubinger                             | israelischer Photograph                                                              | 92    |       |
| 1. März  | Michael M. Ryan                            | US-amerikanischer Schauspieler                                                       | 87    |       |
| 1. März  | Christopher Schmidt                        | deutscher Journalist, Theater- und Literaturkritiker                                 | 52    |       |
| 1. März  | Alejandra Soler                            | spanische Politikerin und Hochschullehrerin                                          | 103   |       |
| 1. März  | Tomaso Staiti di Cuddia                    | italienischer Politiker und Journalist                                               | 84    |       |
| 1. März  | Vladimir Tadej                             | jugoslawischer bzw. kroatischer Regisseur, Schriftsteller, Szenen- und Kostümbildner | 91    |       |
| 1. März  | Joseph Vu Duy Thông                        | vietnamesischer Bischof                                                              | 64    |       |

### Datum unbekannt
| Tag                            | Name            | Beruf, bekannt als                   | Alter | Beleg |
| ------------------------------ | --------------- | ------------------------------------ | ----- | ----- |
| Tod bekanntgegeben am 28. März | Zaida Catalán   | schwedische Politikerin und Juristin | 36    |       |
| Tod bekanntgegeben am 28. März | Liévin Lerno    | belgischer Radrennfahrer             | ≈89   |       |
| Tod bekanntgegeben am 27. März | Henry Tenckhoff | deutsch-US-amerikanischer Nephrologe | 86    |       |
| Tod bekanntgegeben am 24. März | Peter Shotton   | britischer Musiker und Geschäftsmann | 75    |       |